# Presbiterianismo em Santa Catarina
O Presbiterianismo é a quarta maior família denominacional protestante histórica no Estado de Santa Catarina (atrás dos luteranos, adventistas e batistas), correspondendo a 0,19% da população do Estado. Sendo assim, é um dos Estados com o menor percentual de presbiterianos no Brasil, embora apresente grande crescimento na região nas décadas de 2000 e 2010.

## História
Em 1877 o Rev. Alexander L. Blackford, agenda da Sociedade Bíblica Americana, foi primeiro missionário presbiteriano a visitar o Estado de Santa Catarina. Posteriormente, em 1889, George W. Chamberlain, foi enviado como missionário pelo Sínodo da Igreja Presbiteriana do Brasil.
Em 1887 missionário Emanuel Vanorden passou pelo Estado, a partir de missão dirigida ao Rio Grande do Sul. Seu trabalho não resultou na fundação de nenhuma igreja no Estado pretendido, mas sim a conversão de Francisco Lotufo, em Santa Catarina. Este, após a conversão sentiu-se também vocacionado ao ministério pastoral, mudando-se para São Paulo para estudar Teologia no Seminário Presbiteriano.  
No ano de 1896, Francisco Lotufo iniciou um trabalho presbiteriano em São Francisco do Sul, já sendo licenciado em Teologia, tendo como primeiro professo o português João da Cruz Salvado. Lotufo trabalho por meio de conferências religiosas, promovidas em um hotel da cidade. No mesmo ano, 26 pessoas já estavam prontas para o batismo e a profissão de fé.  
Ainda no mesmo ano, o Rev. George Landes, pastor da Igreja Presbiteriana de Curitiba realizou o primeiro culto oficial e batizou 9 adultos e 4 crianças.
Todavia, o trabalho na capital do Estado só iniciou posteriormente. Em 1898, o Rev. James Burton Rodgers mudou-se para Desterro (atual Florianópolis). No ano seguinte o Rev. James foi substituído pelo Rev. Roberto Frederico Lenington, após mudar-se para as Filipinas.  
A partir de 1900 o Rev. James Theodore Houston (sogro do Rev. Roberto Frederico Lenington) passou a auxiliar a obra missionária no Estado. No mesmo ano foi organizada a primeira igreja presbiteriana do Estado em São Francisco do Sul e em 1901 em Florianópolis. Ambas as igrejas fizeram parte do Presbitério do Sul, criado em 1990.  
Os primeiros membros professos, a partir disso, foram recebidos em Lages em 1907, ano em que mais duas igrejas foram organizadas, uma em Xanxerê e outra em Jordão. Em 1909 outra igreja foi organizada em Camboriú, de maneira que o Presbiterianismo continuou crescendo no Estado.  
Outras cidades que receberam o trabalho missionário presbiteriano na época foram: São José, Palhoça, Biguaçu, São Miguel, Tijuquinhas, Caieiras, Ganchos, Tijucas, Bom Retiro, São Joaquim, Orleans, Pedras Grandes, Tubarão e Laguna. 
Além desses missionários, outros que contribuíram para o crescimento do Presbiterianismo no Estado foram o Rev. Ashmun Salley e Ver. Lino da Costa. John Benjamin Kolb, também contribuiu com a fundação da Escola Americana de Florianópolis em 1903.  
Posteriomente, o Rev. Tancredo M. da Costa (filho do Rev. Lino da Costa), também foi pastor em Florianópolis. Em 1910, o Rev. George Anderson Landes assumiu o trabalho na capital do Estasdo. Este mesmo pastor foi o responsável pela recepção dos primeiros professos em São Francisco do Sul em 1896, quando pastor em Curitiba. Em 1914 o Rev. George Anderson regressou ao Paraná.  
Além dos pastores, a igrejas contou com a contribuição dos demais membros para seu crescimento, como o Dr. Eliézer dos Santos Saraiva (1879-1944), filho Francisco Rodrigues dos Santos Saraiva (ex-padre), contribuindo como presbítero da Igreja Presbiteriana Unida de São Paulo.  
Além dos missionários estrangeiros, a capital do Estado recebeu ainda outros pastores nacionais, tais como os Revs.: Júlio Nogueira, Aníbal Nora, Palmiro Ruggeri, Nelson Omegna, Tancredo Costa, Agenor Mafra, Armando Amorim e outros. Os missionários amercianos continuaram, entretanto, o trabalho no interior do Estado, dentre eles: George L. Bickerstaph, Harry P. Midkiff, Latham E. Wright e Floyd Sovereign.

### Cisão
Os presbiterianos destacaram-se no Estado pelo incentivo a educação e criação de escolas. Dentre os intelectuais de Florianópolis ligados ao Presbiterianismo estão: João Teixeira da Rosa Júnior, Laércio Caldeira de Andrada.
Em 1903 a Igreja Presbiteriana do Brasil (IPB) sofreu uma cisão que deu origem a Igreja Presbiteriana Independente do Brasil (IPIB). Nessa cisão, parte dos membros da igreja de São Francisco do Sul sairam da igreja e deram origem a uma nova igreja local ligada a IPIB. 
Nos primeiros anos no Século XX a mudança de pastor na Igreja Presbiteriana de Florianópolis propôs a pregação ao ar livre, além da igreja e casas dos membros. Não sendo a medida apoiada pelo Conselho, um grupo insatisfeito desejou sair e dar origem a uma segunda igreja presbiteriana na cidade.  
Por não aceitar a decisão do Presbitério do Sul, que foi contra a divisão da igreja em duas, em 1929 um grupo separou-se da Igreja Presbiteriana de Florianópolis, dando origem a Igreja Presbiteriana Independente de Florianópolis, sendo apoiados por João Teixeira da Rosa Júnior, Laércio Caldeira de Andrada.

### Final do Século XX
Dentre os presbiterianos que se destacaram nesse período esteve o deputado Paulo Stuart Wright (filho do Rev. Latham), que desaparecido durante o regime militar. 
Em 1956 o Presbitério de Florianópolis foi criado, desdobrando-se em 1981, com a criação dos presbitérios do Planalto Catarinense e Vale do Itajaí. Em 1982 foi organizado o Sínodo Sul do Brasil, que tem a jurisdição dos três presbitérios catarinenses. 
Outros pastores que contribuiram para o crescimento do Presbiterianismo nas últimas décadas do Século XX foram os Revs. Waldyr Carvalho Luz e Osvaldo Henrique Hack.

## Igreja Presbiteriana do Brasil

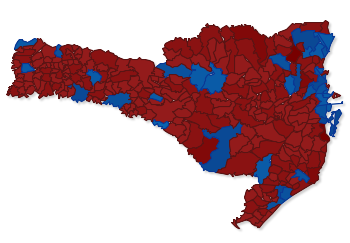
Municípios com igrejas federadas a Igreja Presbiteriana do Brasil em Santa Catarina

A Igreja Presbiteriana do Brasil (IPB) é a maior denominação presbiteriana em Santa Catarina, com mais de 70 igrejas e congregações.
A IPB tem 2 de seus 84 sínodos em Santa Catarina: o Sínodo Integração Catarinense e o Sínodo Meridional, que juntos abrangem as igrejas de todo o Estado.
A IPB e suas igrejas federadas em Santa Catarina operam 7 escolas no Estado.
A Junta de Missões Nacionais trabalha com missões Santa Catarina nos municípios de: Araquari, Araranguá, Imbituba, Indaial e Laguna.

## Igreja Presbiteriana Independente do Brasil
A Igreja Presbiteriana Independente do Brasil 02 presbitério no Estado: Presbitério Catarinense e Presbitério Grande Florianópolis. Suas igrejas estão nos municípios de: Florianópolis, Passo Fundo, São Francisco do Sul, Joinville e Chapecó.

## Outras denominações
A Igreja Presbiteriana Conservadora do Brasil, Igreja Presbiteriana Unida do Brasil e Igreja Presbiteriana Fundamentalista do Brasil não possui igrejas federadas em Santa Catarina. 